# Наследие Юпитера (комиксы)
«Насле́дие Юпи́тера» (англ. Jupiter's Legacy) — американская серия комиксов о супергероях, созданная Марком Милларом и Фрэнком Квитли и впервые опубликованных в 2013 году. Персонажи комиксов — супергерои, принадлежащие к нескольким поколениям. Первые из них начинали свою деятельность ещё в 1930-е годы и теперь стареют, а их дети не хотят становиться их преемниками. «Наследие Юпитера» получило в целом положительные отзывы. В 2015 году вышла продолжающая его серия комиксов «Круг Юпитера», а 7 мая 2021 года на экраны вышел телесериал «Наследие Юпитера».